# Sławomir Siezieniewski

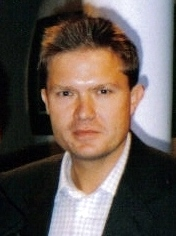
Sławomir Siezieniewski w latach 90.

Sławomir Siezieniewski (ur. 4 listopada 1967 w Gdańsku) – polski dziennikarz radiowy i telewizyjny. 

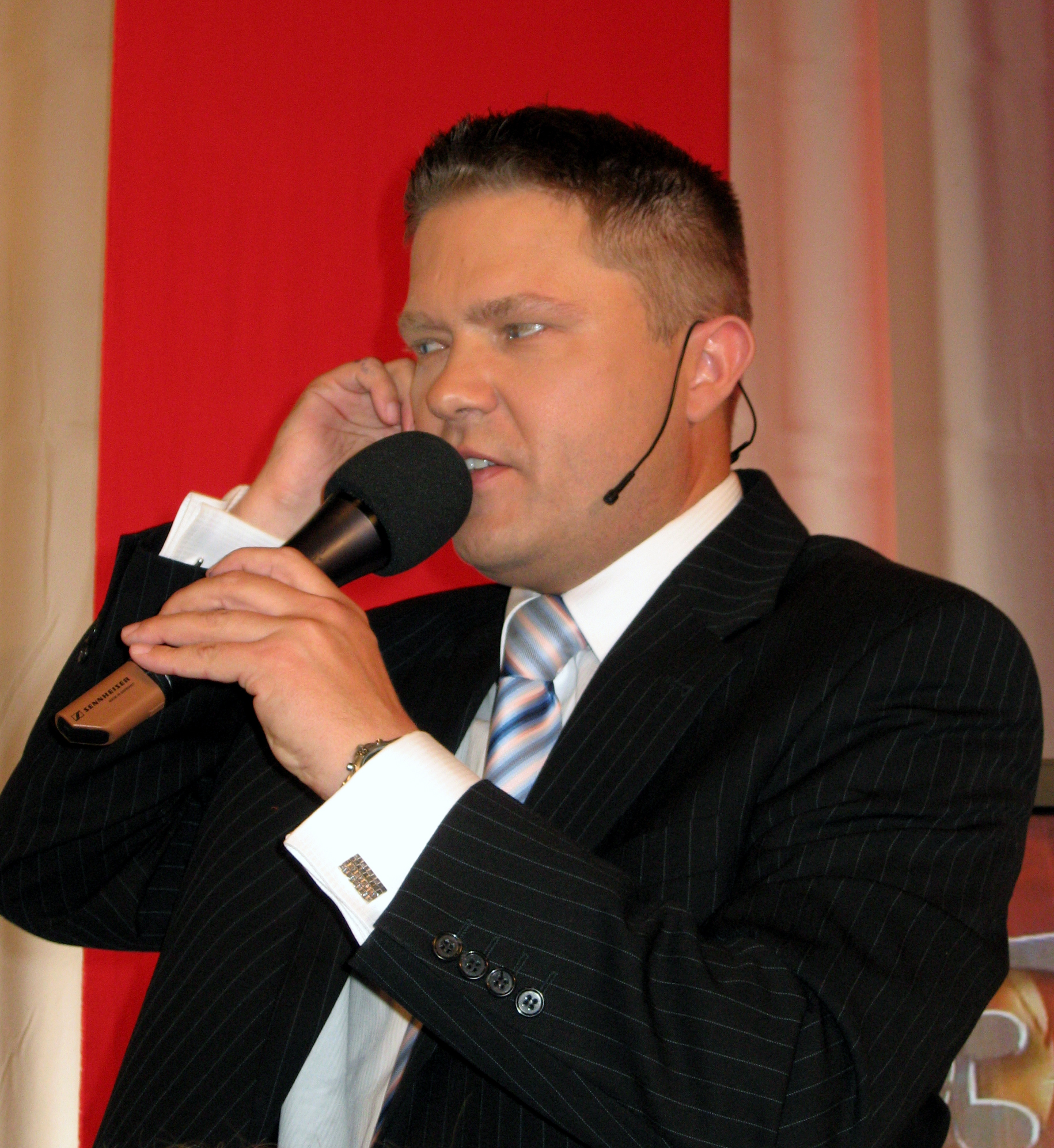
Sławomir Siezieniewski podczas Dnia Otwartego TVP (2007)

## Życiorys
Skończył z dyplomem technika Zespół Szkół Łączności w Gdańsku. Studiował prawo na Uniwersytecie Gdańskim. W latach 1995–1999 prowadził w TVP1 główne wydanie Wiadomości. Był najmłodszym prezenterem w historii tego programu. Prowadził także programy publicystyczne w TVP1 W centrum uwagi i Monitor Wiadomości. Współpracował z Redakcją Sportową TVP podczas igrzysk olimpijskich w Atlancie, Sidney i Turynie czy zimowej próby wejścia polskich alpinistów na K2. Relacjonował dla TVP pielgrzymki papieskie, przebieg wyborów prezydenckich i parlamentarnych. Od marca 2002 do października 2007 występował przed kamerami Kuriera w TVP3, który w 2007 przekształcił się w TVP Info, gdzie był gospodarzem Poranka Info oraz Serwisów Info, a dawniej także Godziny po godzinie i Panoramy Info. W październiku 2023 został zawieszony przez władze Telewizyjnej Agencji Informacyjnej i nie powrócił już na antenę TVP Info; pozostał dziennikarzem i pojawił się na antenie TVP3 w 2024. W tym samym roku dołączył do redakcji Radia Gdańsk.
Do czerwca 2017 z pracą na antenie ogólnopolskiej łączył obowiązki prezentera TVP3 Gdańsk. Zaczynał w 1993 jako sekretarz telefoniczny w programie Gdański dywanik, a niedługo potem został reporterem i prezenterem lokalnego serwisu informacyjnego Panorama. Od 2012 był też kierownikiem tej redakcji. Prowadzony przez niego zespół otrzymał dwukrotnie wyróżnienie na Przeglądzie i Konkursie Programów Regionalnych PiK za najlepszy program informacyjny, a kierowani przez niego dziennikarze uhonorowani zostali 4 nagrodami indywidualnymi. Współpracował z największymi pomorskimi mediami Radiem Gdańsk, Radiem Plus i Dziennikiem Bałtyckim oraz ogólnopolskimi miesięcznikami „Za Trzy” i „Casting”.
Prowadzi zajęcia dydaktyczne i wykłady na Wydziale Nauk Społecznych Uniwersytetu Gdańskiego na kierunku dziennikarstwo i komunikacja społeczna.
Sławomir Siezieniewski występował również jako wokalista w gdańskich zespołach heavymetalowych Henear i Angelika. Współpracował m.in. z gitarzystą Piotrem Łukaszewskim, który występował z nim przed dołączeniem do grup TSA Evolution i IRA.
Był anonserem na galach sportowych Mixed Marial Arts – Bałtycki Sztorm 1 i 3.
W 2001 poślubił Jolantę Markiewicz, mają dwójkę dzieci. Jest laureatem konkursu Mistrz Mowy Polskiej.